# ウインダム (ウルトラ怪獣)
ウインダムは、円谷プロダクションが製作した特撮テレビドラマ『ウルトラセブン』をはじめとする「ウルトラシリーズ」に登場する怪獣。
『ウルトラ怪獣DVDコレクション』の解説では、名前の由来はイギリスの小説家とされている。

## 『ウルトラセブン』に登場するウインダム
『ウルトラセブン』第1話「姿なき挑戦者」、第24話「北へ還れ!」、第39話「セブン暗殺計画 前篇」に登場。
モロボシ・ダンに使役されるカプセル怪獣の1体。普段はモロボシ・ダンがケースに入れて携帯するカプセル5つのうち1つに収められており、ダンがそれを投げると巨大化する。ダンがセブンに変身できない時や時間稼ぎが必要な際、彼の代わりに戦う。メタル星に生息する金属質の表皮と電子頭脳を持った生物。額の赤く発光するビームランプから破壊光線・レーザーショットを放つが、電子頭脳と直結する急所であるため、ここを攻撃されると弱い。電子頭脳で行動するため、判断力に欠ける。
第1話では黄色いカプセルから登場し、クール星人の円盤を2機撃墜するなど善戦するが、円盤3機の合体光線を額に受けて倒れたため、ダンによって回収される。
第24話では赤いカプセルから登場し、カナン星人のロケットを攻撃しようとするが、カナン星人に電子頭脳を操られてダンを攻撃する。セブンを追い回した果てに目を回し、覚醒光線で元に戻される。その後、再びカナン星人に挑もうとするが、光線を受けてダウンする。
第39話ではガッツ星人を倒すために登場するが、ガッツ星人のテレポートに翻弄された末、円盤からの光線を額に受けて電子頭脳を破壊され、大爆発を起こす。
- スーツアクター：春原貞雄（第1話）[2][9]、鈴木邦夫（第24話）[14][9]、西京利彦（第39話）[15][9]
- 第1話の準備稿および第39話の台本三種類（準備稿・決定稿・決定稿2）では、いずれもミクラスが登場する予定であった[16]。
- 第32話でも登場してリッガーと戦う予定だったが、撮影の段階でアギラに変更となった[17][18]ほか、第46話の準備稿ではサロメ星人の秘密基地を破壊してダンを脱出させた後、にせウルトラセブンとの戦いで負ける予定だった[19]。未発表作品「宇宙人15＋怪獣35」では、ピグモンに助けられた病身のダンによってアギラと共に召喚され、セブンと共に東京に現れた怪獣軍団と戦うシナリオが予定されていた。
- 声は東宝作品の『キングコングの逆襲』に登場したメカニコングの流用[20][21]。

## 『ウルトラセブン1999最終章6部作』に登場するウインダム
『ウルトラセブン1999最終章6部作』第3話「果実が熟す日」、第6話「わたしは地球人」に登場。
第3話では等身大のレモジョ星系人を追い払うために使用される。
第6話ではミクラスと共にザバンギと戦うが、2体でかかってもザバンギには敵わず、ミクラス共々倒される。
- スーツアクター：横尾和則（第3話）[25]、山本論（第6話）[25]
- スーツは新規造形[25]。プロデューサーの円谷昌弘は、『ウルトラセブン誕生30周年記念3部作』の後に事業部がアトラクション用のミクラスのスーツを作ったことを知り、カプセル怪獣を登場させることとした[26]。
- 書籍『ウルトラセブンイズム』では、『最終章6部作』での再登場は同作品でカプセルに治癒能力があると新たに設定されたことが大きいとしている[4]。書籍『ウルトラマン画報 下巻』では、『セブン』での個体と同一かどうかは不明としている[5]。書籍『ウルトラ怪獣列伝』では、別個体である可能性も言及している[8]。

## 『ウルトラマンメビウス』に登場するウインダム
『ウルトラマンメビウス』第11話「母の奇跡」から登場。
かつてモロボシ・ダン＝ウルトラセブンが持っていたカプセル怪獣の中の1体。GUYSのドキュメントUGにデータが記録されている。本作品では、『ウルトラセブン』の時代のデータを下に防衛隊GUYSの手によって再現された「マケット怪獣」の第2号として登場し、人間に使役される。活動制限時間は1分で、メタリックなボディを持ち、頭部からレーザーショットを発射する。遠距離からの攻撃を得意とするが、接近戦を好む傾向がある。コノミ隊員以外のクルーによる運用が難しかったミクラスと違い、誰にでも扱える。劇中では主にテッペイが運用する。
第11話のディノゾールリバース戦で初出撃し、レーザーショットで攻撃するがすべて防がれ、接近戦を挑もうとしたところで時間切れになり、消滅する。第14話ではインセクタス（雌）を相手に再出撃し、勝利を果たす。第20話でハーメルンプロジェクトの試験で召喚された際には、盆踊りを踊らされる。第27話でゼットンに追い詰められたメビウスへの加勢にミクラスと同時出撃した際には、ミクラスの電撃との連携攻撃でゼットンを戦闘不能に追い込む。
- スーツアクター：丸山貢治
- 第20話の盆踊りは脚本にはなく、監督の小原直樹と特技監督の鈴木健二の打ち合わせで加えられた[30]。振り付けはオトワ役の野口雅弘によって考えられた[30]。
- バンダイの「DXガイズメモリーディスプレイ」のCFでは、本作品でのスーツではなく『ウルトラセブン1999最終章6部作』でのスーツが用いられた[31]。

### マケット怪獣 ファイヤーウインダム
『ウルトラマンメビウス』第24話「復活のヤプール」から登場。
新開発されたGUYSタフブックによってゼットン、パンドン、ブラックエンドといった火炎を操る怪獣のデータを付加され、ウインダムがパワーアップ。頭頂部のとさかが赤くなったほか、左腕に火炎弾を放つ銃口を装備する。
シミュレーションではムカデンダーやバードンのホログラムを相手に善戦する。しかし、訓練中にリュウ隊員に憑依したヤプールの工作でガンウィンガーからのスペシウム弾頭弾の攻撃を受け、ガンウィンガーやガンローダーに対空砲火を浴びせるが撃墜には至らず、訓練が中止されて消滅する。
第31話ではロベルガーに苦戦するメビウスを援護し、接近戦で互角以上に渡り合った後に火炎弾を連射し、ガンブースターおよびリュウのトライガーショットとの連携で、メビウスの勝利に貢献する。この回から戦闘スタイルにメビウスを思わせる動きが見られるようになり、動きもかなり身軽になる。第46話ではグローザムに苦戦するメビウスを援護すべく登場するが、火力をMAXまで引き上げた火炎弾もグローザムには通用せず、あえなく時間切れに追い込まれる。
- デザインは丸山浩が担当[31][34]。検討案では手にアイスラッガーを装備したものやファイヤーマークを付けたものも存在した[31][34]。左腕だけが火器となったもののカラーリングと銃口を変えたものが決定稿となった[34]。
- スーツは通常形態との差し替え式となっている[31]。通常形態とは別に『ウルトラセブン1999最終章6部作』でのスーツを改造するという案もあった[31]。
- 第31話は脚本ではロベルガーを撃つだけであったが、監督の八木毅がスーツを見て気に入り、アクション描写が増やされた[35]。馬跳びのシーンは空中回転させる案もあったが、上手く撮影できずに馬跳びの方が採用された[35]。
- 火炎弾は、『大怪獣バトル ULTRA MONSTERS』で「ファイヤーショット」と名づけられている。

## 『大怪獣バトル ウルトラ銀河伝説 THE MOVIE』に登場するウインダム
映画『大怪獣バトル ウルトラ銀河伝説 THE MOVIE』に登場。
変身できないダンにより、ミクラス、アギラと共に召喚され、ドラコ、ベムスター、サラマンドラと戦う。
本作品では上半身だけを高速回転させながら、レーザーショットを連射する技を見せる。サラマンドラとの戦いではこの技によって敵の弱点である喉を焼き尽くして再生不能にしたうえ、レーザーショットで追い打ちをかけて勝利する。
- スーツアクター：大西雅樹[40]

## 『ウルトラマンZ』に登場するウインダム
『ウルトラマンZ』第4話「二号ロボ起動計画」より登場。正式名称は対怪獣特殊空挺機甲2号機 ウインダム。過去作品の登場個体とは異なり、地球防衛軍日本支部の対怪獣ロボット部隊「ストレイジ」が開発した有人対怪獣ロボット兵器「特空機」として登場する。形式番号は「SC-2」。
ゲネガーグの出現以降、それまでは出現頻度が少なかった50メートル級の怪獣が次々現れるようになったことを受け、戦力増強のためにセブンガーに続いて開発された。設計はオオタユカで、製造はイナバコジローら整備班の主導で実施され、装甲はグルジオライデンを研究することによって開発されている。左右に開いたしころ状の喉元が搭乗ハッチとなり、頸部に配置された青い機内照明の操縦席に搭乗する。パイロットはナカシマヨウコまたはナツカワハルキ。セブンガー同様、ヨウコとハルキが搭乗した場合では構えが異なる。デストルドスとの最終決戦時はヘビクラショウタ（ジャグラス ジャグラー）が搭乗する。
パワー型のセブンガーとは対照的にスピード型の機体として設計された結果、セブンガーの約40%もの大幅な軽量化および人型化を経て手足のリーチも大きく、高い機動性を獲得した。首と手足の体表には多目的ノズルが装備され、内部の高機動スラスターによってジェット噴射による飛行や打撃強化、戦闘機動などが可能となっており、総合的な移動速度はセブンガーの約2倍に達する。さらに大容量の新型電池を採用したことにより、実用行動時間は5分まで延長されている。武装は額から放つレーザー光線のレーザーショットおよび火災消火用のウインダム水流、全身の多連装誘導弾発射システムから発射される20式対怪獣誘導弾、手首に高速回転機能が内蔵された拳を回転させて放つ高回転硬芯鉄拳、リミッターを解除したアンリミテッドモード移行時に全エネルギーを集中して高熱化した右手で敵の頭部に掴みかかるウインダムヨウコインパクト。また、プログラムを手先から注入する機能も組み込まれており、ミレニアム懸賞問題のプログラムをギルバリスに流し込み、人工知能を混乱させた。グルジオライデンには動きを封じるためにアンカーを使用した。M1号戦では「バナナだよ！捕獲作戦」でバナナの匂いを散布した。
機体制作当初は予算難で開発が難航し、ストレイジ上層部の意向で各部が複数企業へ発注・制作されたことにより、大容量バッテリーの出力を従来のバッテリーで補えないほどの大きな送電ロスが発生し、完全充電に4日間を要するという難点を持つ。しかし、テレスドン出現時にユカが所有していたネロンガの電力増幅器官の破片で電力を増幅して送電することによって起動に成功し、テレスドンとゼットの戦いに介入する形で初陣を飾る。その後はネロンガの電力増幅器官を解析・応用した長時間の活動と急速充電可能な新型の高出力バッテリーが開発・搭載され、正式にストレイジの戦力として組み込まれる。
- スーツアクター：永地悠斗[52][44]
- 額からのビームしか技がなかったため、脚本の鈴木智によって身体にある多くの穴からジェット噴射によって姿勢制御が可能という設定が考案された[53]。ウインダムヨウコインパクトは、コンテの段階では「爆裂ウインダムフィンガー」という名称であり、モニターの数値もガンダムの形式番号が伝えられていた[53]。
- スーツは『メビウス』で使用されたマケットウインダムを修繕して使用している[48][43]。スーツはパーツ分割がない一体型で、ミトン状の指は親指以外が一体になっている[48][43]。金属部品も使用されているが、アクションを考慮して頬のアンテナは軟質素材となっている[43]。覗きは首前面の孔にあり、頭頂部のレーザーショットと眼の先端に電飾が仕込まれているが、調光機能はない[43]。
- 搭乗者によって戦闘時の構えは異なるように設定されており、高機動性を押し出すために従来のロボットのようなぎこちなさは廃されている[48]。
- レギュラーセットに作りこまれたコクピットのセットはあえて狭く設計されており、煙や火花などの効果と絶妙にシンクロさせる細やかな演技によってアクションを見せている[50]。

## 『ウルトラマンデッカー』に登場するウインダム
特撮テレビドラマ『ウルトラマンデッカー』第9話「誰がための勇姿」から登場。
ウルトラDフラッシャーにウインダムのモンスディメンションカードをリードすることにより、出現する。
額のビームランプから発射する破壊光線・レーザーショットなど、一点集中の精密攻撃技などを得意とするが、敵に一撃を加えるとデジタル粒子となって瞬時に消えてしまう。
- スーツアクター：永地悠斗（第9話）、瀬名日出樹（第14話）
- スーツは『メビウス』の時に作ったもの[56]。

## 強化アームウインダム
てれびくん・テレビマガジンのウルトラマンフェスティバル2012連合企画「ウインダム強化アームコンテスト」で募集されたグランプリ作品「トゥインクルスター」、「光のパワーシールド」で強化されたウインダム。
ウルトラマンフェスティバル2012の『ウルトラライブステージ』では、ピット星人の罠にはまったゼロを助けるために登場。指人形として商品化された。
左腕「トゥインクルスター」
てれびくんのグランプリ作品。流れ星が流れる一瞬の間だけ願いが叶う力が秘められている不思議な腕。ドリル状の先端部分は武器として使用可能。
右腕「光のパワーシールド」
テレマガ賞作品。吸収した光線をパワーワップさせて撃ち返すことができる盾。盾に2本のアイスラッガーが付いており、それを敵に飛ばすことも可能。
- 書籍『円谷プロ全怪獣図鑑』では、名称が強化ウインダムと記述されている[58]。

## その他

### ウルトラシリーズ
- 映画『新世紀2003ウルトラマン伝説 THE KING'S JUBILEE』では、ウルトラマンキングの誕生日を他の怪獣たちと共に祝福する。
- 『ウルトラマンマックス』の放送前に行われた「伝説の怪獣人気投票」では、第8位にランクインしている[59]。
- バラエティ番組『ウルトラゾーン』では、第3話のミニコーナー「怪獣漫才」に登場。ダダと「おかっぱシルバー」というコンビを組んでいる[60]。無愛想なキャラクターにされており、普段カプセルの中にいて、呼ばれるまで出てこないことをダダに「引きこもり」と言われる。また、第8話のアイキャッチでは結婚式場に現れた姿[61]、第20話のアイキャッチではジャックのポーズをしてカナン星人と灯台で映画『タイタニック』の真似をしている姿が描かれている[62]。第13話のミニコーナー「怪獣ことわざ」では、「ミクラスっこ世にはばかる」のイラストにアギラとともにミクラスを羨む姿が描かれている[63]。
- 『ウルトラマンギンガ 劇場スペシャル』ではミクラスやアギラと共々ダークルギエルの手によってスパークドールズにされている。
- 『ウルトラマンX』第14話「光る大空、繋がる大地」では、ヒカルが大地に味方の怪獣について紹介している際に、セブンや他のカプセル怪獣（ミクラス、アギラ）と共にイメージに登場していた。
- データカードダス『大怪獣バトル ULTRA MONSTERS』には6弾より参戦。『NEO』以降ではミクラスとのタッグ必殺技「ワイルドストライク」が発動する。
- 『ウルトラマンフェスティバル2012』では、ライブステージ独自の武装でウルトラ戦士たちと共に怪獣軍団と戦う（前述）。
- 漫画作品
  - 『決戦!ウルトラ兄弟』では、セブンが宇宙でジプシー星人ダスペインと戦っている間、地球で惑星改造ロボット ターボファンにミクラスと共に立ち向かうが、歯が立たない。
  - 『ウルトラマン超闘士激伝』では、セブンの試合を観戦する。口調は片仮名交じりの丁寧語である。
  - 『ウルトラ忍法帖』では、第9話でミクラスやアギラと共にセブンに召喚され、朧党に寝返りセブンを痛めつけたマンをカプセル怪獣トリプル攻撃で叩きのめす。
  - 『ウルトラマンSTORY 0』では、当初はバルタン星人に操られる怪獣として複数体が登場した後、1体がセブンのカプセル怪獣になるまでが描かれている。レッドキング出現時には瞬時に自分でカプセルから飛び出して人間たちを守ったり、レッドキングを簡単に倒すなどの活躍を見せる。
  - 『ウルトラ怪獣擬人化計画 ギャラクシー☆デイズ』に登場。ゼットンの友人。それに先駆けて『ウルトラ怪獣擬人化計画』で擬人化されたものであり、デザインは冨岡二郎が担当。眼鏡をかけた生真面目そうな生徒で、委員長ではないがその堅物そうな雰囲気から「委員長」というあだ名で呼ばれている（委員長ではないことを知ったベムスター・ゼットン・バキシムからは、「メガネ委員長」というあだ名をつけられている）。また、笑うことが苦手らしく、ライブキングにせがまれて無理矢理笑顔を作った際には、それを見たライブキングが震えだして謝っている。
- アニメ『怪獣娘（かいじゅうがーるず） 〜ウルトラ怪獣擬人化計画〜』では、ウインダムの魂を宿した怪獣娘・白銀レイカとして登場。声は遠藤ゆりかが担当。

### その他
- ゲーム『ヒーロー戦記 プロジェクト オリュンポス』にも登場。ダンがザラブ星人にウルトラアイを盗まれた際、取り戻すまでの間のみ、セブンの代わりとして戦闘に参加する。戦力としてはセブンに劣るが、回復効果を持つリライブ光線と、ウルトラ戦士の技に酷似した「ウインダムギロチン」、「ウインダムダイナマイト」といった技、さらに「死んだふり」を習得している。
- 2009年2月24日放送のバラエティ番組『リンカーン』では、ダン役の森次晃嗣と共にオープンカーに乗って登場。騒いでいたため、ダンからは静かにするように諌められていたが、逆に殴り返すなど反抗していた。
- 『めちゃ×2イケてるッ!』では、『大怪獣バトル ウルトラ銀河伝説 THE MOVIE』の宣伝を兼ねて他の怪獣たちと共にオーディションを受ける役柄で出演した。アギラやミクラスと共にセブンのカプセル怪獣にしてウルトラ戦士の味方であることから、ウルトラマンベリアルの「ウルトラマンを倒すためなら〜○○」という質問には参加していない。
- プロバスケットボールbjリーグと円谷プロダクションのコラボ企画として開催された、ウルトラ怪獣を各チームのマスコットキャラクターとしてチームに加える「ウルトラ怪獣ドラフト2010」ではノミネート怪獣として候補に挙がり、滋賀レイクスターズよりドラフト指名された[64]。
- 2011年1月1日にBSで放送された『徹底検証! ぼくらのウルトラマン伝説 〜昭和のヒーロー「ウルトラQ」、「ウルトラマン」、「ウルトラセブン」誕生秘話〜』では、『セブン』で好きな怪獣3位に選ばれた。